# Kazuhito Kishida
Kazuhito Kishida (jap. 岸田和人, Kishida Kazuhito; * 3. April 1990 in Hiji, Präfektur Ōita) ist ein japanischer Fußballspieler.

## Karriere
Kazuhito Kishida erlernte das Fußballspielen in der Jugendmannschaft von Ōita Trinita sowie in der Universitätsmannschaft der Universität Fukuoka. Seinen ersten Vertrag unterschrieb er beim FC Machida Zelvia in Machida. 2014 wurde er an Renofa Yamaguchi FC ausgeliehen. Mit dem Verein aus Yamaguchi spielte er vierten Liga, der Japan Football League. Mit 17 Toren wurde er Torschützenkönig der Liga. Nach Ende der Ausleihe wurde er von Renofa fest unter Vertrag genommen. Nach der Ligareform spielte der Verein 2015 in der dritten Liga, der J3 League. 2015 wurde er mit dem Renofa Meister der dritten Liga und stieg in die zweite Liga auf. Mit 32 Toren wurde er Torschützenkönig der Liga. Anfang 2020 wurde er an den Drittligisten Iwate Grulla Morioka nach Morioka ausgeliehen. Nach 21 Spielen für Iwate kehrte er im Januar 2021 zu Renofa zurück. Nach insgesamt 174 Ligaspielen für Renofa wechselte er im Januar 2023 zum Fünftligisten FC Baleine Shimonoseki. Mit dem Verein aus Shimonoseki spielt er in der Chugoku Soccer League.

## Erfolge
Renofa Yamaguchi FC
- J3 League: 2015  ▲

## Auszeichnungen
Japan Football League
- Torschützenkönig 2014

J3 League
- Torschützenkönig 2015